# Pseudosalacia streyi
Pseudosalacia streyi es la única especie del género monotípico Psuedosalacia,  perteneciente a la familia de las celastráceas. Es  originaria de  Sudáfrica.

## Taxonomía
Pseudosalacia streyi fue descrita por Leslie Edward Wastell Codd y publicado en Bothalia 10(4): 565. 1972